# Spectre (película)
Spectre (007: Spectre en Hispanoamérica y Spectre 007 en España) es la vigesimocuarta película de James Bond producida por Eon Productions. Contó con Daniel Craig en su cuarta actuación como James Bond y Christoph Waltz como Franz Oberhauser, el antagonista de la película. Fue dirigida por Sam Mendes en su segunda película de James Bond tras Skyfall, y fue escrita por John Logan, Neal Purvis, Robert Wade y Jez Butterworth. La historia presenta el primer encuentro de James Bond con la agencia criminal global conocida como SPECTRE, marcando la primera aparición de la organización en una película de Eon Productions desde Diamonds Are Forever en 1971.
Spectre fue estrenada el 26 de octubre de 2015 en el Reino Unido en la misma noche que el estreno mundial en Londres, seguido de un estreno mundial en el Auditorio Nacional de la Ciudad de México el 5 de noviembre de 2015.

## Argumento
James Bond está en la Ciudad de México en el Día de Muertos, buscando a un italiano llamado Marco Sciarra. Este se está reuniendo con socios en un bloque de apartamentos, Bond escucha la conversación a través de un micrófono. El grupo habla sobre realizar un ataque terrorista en un estadio, luego Sciarra irá a ver a alguien conocido como "El Rey Pálido". Bond abre fuego y le dispara a una bomba de maletín que destruye la mayor parte del edificio. Sciarra sale del edificio y Bond lo persigue hasta la plaza de la ciudad donde aterriza un helicóptero de escape. Bond se sube también al mismo y pelea con Sciarra y el piloto. Bond le roba un anillo a Sciarra y luego lo expulsa a él y al piloto de la nave en la pelea continua. Bond sale volando y examina el anillo que tiene un motivo de pulpo.
De vuelta en Londres, el incidente en México ha llegado a los medios, M está furioso porque Bond ha realizado una misión no autorizada, ya que el MI6 está en medio de una reorganización, fusionándose con el MI5, con la posibilidad de cancelación del programa '00'. Cuando Bond parece estar evadiendo las preguntas, M lo castiga con una suspensión. Cuando se va, se encuentra con Max Denbigh/C, el nuevo director general del Servicio Conjunto de Inteligencia, una red de vigilancia global que tiene como objetivo lanzar su propio programa de espionaje, "Nueve Ojos".
Bond sale del edificio y Moneypenny se acerca a él con objetos personales de Skyfall. Bond pide que los lleve personalmente a su casa a las 9:00 p. m. Moneypenny llega a la hora solicitada, ella pregunta qué estaba haciendo él en México, él sigue siendo evasivo. Cuando lo presiona, reproduce un mensaje grabado de la anterior M antes de su muerte, ordenando a Bond que encuentre y mate a Sciarra y asista a su funeral. El funeral ocurrirá en tres días en Roma. Bond le pide a Moneypenny que investigue el nombre "El Rey Pálido" mientras él va a Roma secretamente. Bond mira a través de los objetos y encuentra su certificado de adopción y una fotografía de él con su padre adoptivo, otro niño está en la foto pero su lado de la foto se ha quemado. Al día siguiente, Bill Tanner lleva a Bond al laboratorio de Q junto al río. Le informa a Bond sobre la demolición del antiguo edificio del MI6 después del bombardeo de Silva, y que se erigió un elegante edificio de vidrio al otro lado del río como reemplazo de la inteligencia británica. C está presionando por una mayor vigilancia, puramente digitalizada, ya que considera que los agentes humanos son obsoletos y lentos. Los recientes ataques terroristas en Hamburgo y Túnez están cambiando la opinión del gobierno a favor de C y el inicio del programa Nueve Ojos permitirá una seguridad preventiva contra el terrorismo global.
En el laboratorio de Q, a Bond se le inyecta un nanochip llamado "Smart Blood" para rastrearlo como medida de precaución después de sus acciones en México. Q también le proporciona a Bond un reloj equipado con un explosivo. Bond le pide a Q que lo ayude a desaparecer, y le pide que confíe en él, lo que Q detesta hacer. Igualmente, revela que Smart Blood es experimental y que experimentarán pérdida de señal dos días después de la transmisión durante un intervalo de veinticuatro horas. Moneypenny encuentra un regalo de agradecimiento de Bond en su escritorio y Q ingresa a su laboratorio para encontrar que falta el Aston Martin DB10 asignado a 009, Bond ha dejado una botella de champán en su lugar.
Bond se ha llevado el Aston Martin a Roma para asistir al funeral de Sciarra, su viuda, Lucía, está allí. Bond la sigue a su casa y elimina a dos sicarios enviados para matarla. Ella es desagradecida, sin embargo, como más lo intentarán nuevamente, la matarán por saber demasiado sobre los negocios de su esposo. Sin embargo, ella le informa que Marco era parte de un sindicato criminal global. Bond le envía un mensaje a su amigo de la CIA, Felix Leiter, para que la lleve a un lugar seguro. Bond se dirige a una reunión del sindicato ganando la entrada con el anillo de Marco. Allí, varios terroristas y criminales de todo el mundo están discutiendo su progreso, con participaciones en el tráfico de personas y drogas. Además, el programa Nueve ojos es su idea para contrarrestar las investigaciones contra ellos y C pertenece al grupo. Aparece la silueta del líder a quien todos temen y respetan, se le pide a un número que asesine al Rey Pálido, un miembro leal se ofrece como voluntario, otro se presenta para el puesto, Mr. Hinx, un hombre silencioso y fuerte. Elimina a su oposición con facilidad y se le da la misión.
El líder habla, sabe que James está allí y dónde está parado, e incluso lo conoce personalmente, refiriéndose a él con el apodo de "Cuco". Bond huye, el Sr. Hinx lo persigue. Mientras conducen por las calles de Roma, Bond llama a Moneypenny, quien descubrió la identidad del Rey Pálido: el asesino conocido como Mr. White, de Quantum, visto por última vez en Austria. Pregunta otro nombre examinado, Franz Oberhauser, que se cree muerto desde hace mucho tiempo. Bond escapa de Hinx con un lanzallamas que disparan hacia atrás para cegar su vista y se lanza desde el automóvil en un asiento eyectable mientras el vehículo se dirige hacia el Tíber. Moneypenny busca el nombre de Oberhauser, todo lo que encuentra es un artículo de periódico de hace veinte años sobre un padre y un hijo que se presumen muertos en una avalancha.
En Tokio, C está presentando el programa Nueve Ojos a otros países. Se llama a votación y solo los representantes sudafricanos se niegan. Se niega el programa porque debe decidirse por voto unánime. Tanner lee un titular de noticias sobre la persecución de automóviles en Roma que hace que él y M se preocupen de que Bond se haya ido sin permiso. M llama a Q para confirmar la ubicación de Bond, quien está en Altaussee, Austria. Q tiene que mentir diciendo que está en Chelsea, Londres.
Bond ha rastreado al Sr. White hasta una cabaña remota equipada con cámaras donde se esconde, y este le dice que tiene una enfermedad terminal por envenenamiento por talio. Su jefe lo envenenó como castigo por abandonar el sindicato, el Sr. White creía que habían ido demasiado lejos. Bond puede decir que está protegiendo a alguien, su hija, él se ofrece a protegerla a cambio de la ubicación del autor intelectual, Bond ofrece su Walther como señal de su palabra, White apunta con el arma a Bond y le da el nombre de "L'Americain". con la ubicación de su hija, la Clínica Hoffler, y se suicida.
En Londres, C le da a M un recorrido por el nuevo edificio de inteligencia, M pregunta si C alguna vez tuvo que matar a otro ser humano, este último no responde y reproduce la grabación de la llamada telefónica de Bond y Moneypenny, M está preocupado porque C vigila a los agentes del MI6. Mr. Hinx encuentra la cabaña de White y descubre su cadáver y una cámara de vigilancia que muestra sus últimos momentos. Bond llega a la clínica, donde la hija del Sr. White es una doctora psiquiátrica y de acondicionamiento físico, la Dra. Madeleine Swann. Swann lee el formulario de Bond para evaluar, la pregunta final sobre cuál es su ocupación y Bond confiesa que es un asesino. Swann teme que esté allí para matarla. Bond lo niega y le habla sobre la promesa que le hizo y, cuando hace referencia a L'Americain, Swann lo echa. En el bar de la clínica, Q se acerca a Bond, él insiste en que Bond regrese a Inglaterra y que Franz Oberhauser está muerto, Bond sabe lo contrario y le pide a Q que analice el anillo. Q se dirige al hotel Pevsner mientras la seguridad ve a Bond fuera de las instalaciones, él se resiste cuando ve a Hinx y sus matones secuestrar a Swann.
Se van en un convoy de jeeps y Bond los persigue en un avión. Otros matones acorralan a Q en un teleférico y él escapa entre la multitud. Bond choca el convoy y salva a Swann, quien se enfurece porque es probable que Bond los condujo hacia ella, él la convence de que lo siga a Q. En el hotel, Bond le aclara a Q que Swann sabe sobre la organización y Q revela sus hallazgos: Franz Oberhauser está vivo y es el líder de la organización criminal que persigue Bond y que todos los villanos de las misiones pasadas de Bond eran miembros tales como: Le Chiffre, Dominic Greene y Raoul Silva. Swann sabe que la organización se llama Spectre, ya que su padre era uno de ellos. Q enciende la televisión para mostrar un ataque terrorista en Ciudad del Cabo, Bond le aconseja a Q que regrese a Londres mientras busca L'Americain, Swann dice que es un lugar, un hotel en Tánger.
Allí fue donde el Sr. White pasó su luna de miel y lo visitaba todos los años, Bond saquea el lugar en busca de pistas, no encuentra nada salvo una botella de alcohol, Swann dice que se desvinculó de su padre y su profesión criminal y se va a dormir. En medio de la noche, Bond se despierta y ve un ratón que se escabulle por un agujero en la pared. Encuentra una habitación secreta detrás, dentro hay una variedad de contrabando que incluye una consola de seguimiento para localizar el teléfono de Oberhauser. Una lista de coordenadas en la pared apunta a una parte del Desierto del Sahara, vacía en el norte de África.
En Londres, M se apresura a ir a Whitehall y se entera de que los sudafricanos han aceptado Nueve Ojos después del ataque terrorista. El programa se inicia en menos de 72 horas. C es elegido jefe del comité y el programa 00 finaliza por orden del Ministro del Interior. Bond y Swann toman un tren a través del desierto hacia la supuesta ubicación de Oberhauser, de vuelta en Londres. Moneypenny y Q le muestran a M fotos satelitales de una guarida en el desierto africano que muestra que Bond se va, M dice que no pueden ayudarlo ya que C lo detectará. Se le ordena a Q que elimine los datos de Smart Blood como medida de seguridad, Bond debe hacerlo solo.
Bond y Swann hacen un brindis en el tren que es interrumpido por un ataque sorpresa de Hinx, él y Bond luchan hasta el vagón de carga, Hinx casi arroja a Bond por la puerta, se detiene cuando Swann le dispara en el brazo con el arma de Bond. Hinx intenta estrangular a Swann, Bond envuelve una cuerda alrededor del cuello de Hinx con un gancho en el otro extremo y le sujeta un bote que Bond lanza del tren arrastrando a Hinx con él. Bond y Swann llegan a una estación abandonada en medio del desierto. Después de una larga espera, un chofer que conduce un Rolls-Royce Silver Wraith de 1948 los recoge y los lleva a la base de Oberhauser en un cráter. Los llevan a habitaciones separadas. En la habitación de Bond hay una fotografía enmarcada de él con su padre adoptivo Hannes y su hermano Franz, a quien Bond reconoció en Roma. En la habitación de Swann hay una foto enmarcada de ella cuando era niña con su padre. Son llamados para conocer a Oberhauser, quien los lleva a una gran sala de vigilancia y le muestra a Bond imágenes en vivo de M anunciando su partida al MI6, luego revela que todas las tragedias de Bond que enfrentó a lo largo de su carrera fueron orquestadas por él. Luego reproduce imágenes de La cabaña de White de Bond negociando con White y el suicidio de White.
Bond queda inconsciente y es llevado a un quirófano, donde Oberhauser le explica la tortura a Swann, que el mejor método es infiltrarse en la mente humana, donde está el alma. Lo demuestra con Bond, que está inmovilizado en una silla mecánica y taladra agujeros en lugares estratégicos de su cráneo. Oberhauser explica que su padre acogió a Bond después de la pérdida de sus padres y se encariñó con él, Franz se sintió resentido, sintiendo que Bond estaba invadiendo, comparándolo con un pájaro cuco, cuando un cuco sale del cascarón en el nido de otro pájaro, obliga al otros huevos fuera. Franz asesinó a su padre y fingió su propia muerte tomando el nombre de Ernst Stavro Blofeld, el apellido tomado del linaje de su madre. Bond se suelta el reloj y se lo entrega a Swann y le indica que arme la bomba y la arroje al otro lado de la habitación donde está Blofeld, y la explosión libera a Bond del cautiverio, él y Swann escapan con Bond disparando a la mayoría de los guardias y provocando una explosión de gas que destruye toda la guarida.
En Londres, Bond convoca a M, Q, Moneypenny y Tanner a un lugar secreto para informarles sobre la asociación de C con Spectre y el peligro de Nueve Ojos. Conducen hasta el centro de inteligencia de C, Bond y M están en el auto delantero que se sale de la carretera. Bond es tomado como rehén mientras M escapa y salta al auto trasero. Bond es llevado al antiguo edificio del MI6, disparando a sus captores y yendo solo. C ingresa al centro de inteligencia y recibe la noticia de que M ha eludido la captura, activa su computadora portátil pero está bloqueada, Q está intentando cerrar el sistema Nueve Ojos y M tiene la intención de arrestar a C, sin embargo, C insiste en que su método acabará con el terrorismo y apunta con un arma a M, sin embargo, M quitó las balas.
Bond navega por las ruinas del edificio del MI6, las fotos de todos los que vio morir a lo largo de su carrera están pegadas en las paredes como juegos mentales. Bond encuentra a Blofeld vivo en una sala de interrogatorios a prueba de balas, la explosión le ha dejado una cicatriz en el ojo derecho. Ha capturado a Swann y la ha retenido en algún lugar del edificio, luego establece las cargas de demolición del edificio en una cuenta regresiva de tres minutos y sale por una puerta trasera hacia un helipuerto. Bond corre a través del edificio y encuentra a Swann, saltan a través de un agujero a la red de seguridad y toman un bote a reacción mientras el edificio se derrumba a su alrededor. Q ha desactivado Nine Eyes y M está sacando a C de su oficina en el último piso cuando el helicóptero de Blofeld le proporciona a C una distracción para luchar por el arma, M dispara al techo de cristal y C se desliza sobre los fragmentos que caen sobre la barandilla al piso de abajo y muere
Bond y Swann persiguen a Blofeld, Bond dispara un tiro en el motor del helicóptero y hace que se estrelle en el puente de Westminster. Blofeld se ha lesionado la pierna, Bond le apunta con su pistola, Blofeld lo incita a disparar, Bond se niega y deja que lo arresten y se queda sin municiones. M arresta a Blofeld cuando Bond se va con Swann.
A la mañana siguiente, Bond visita a Q por última vez para tomar su Aston Martin DB5 y se marcha con Swann hacia Matera.

## Reparto

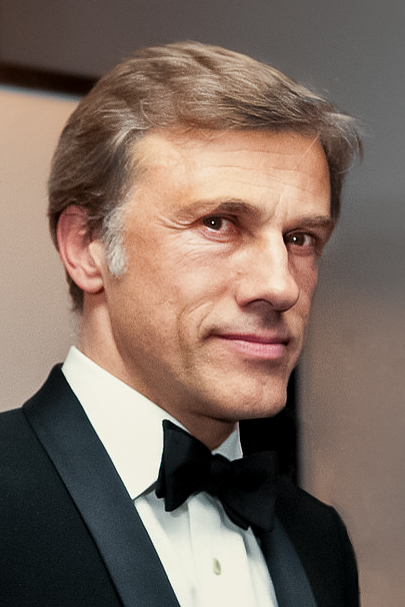
Christoph Waltz interpreta a Ernst Stavro Blofeld, el villano de la película.

- Daniel Craig como James Bond, agente 007. El director Sam Mendes ha descrito a Bond como siendo muy centrado a su trabajo en Spectre, comparando su recién descubierta dedicación a la caza.[9]
- Christoph Waltz como Ernst Stavro Blofeld. Anteriormente conocido como Franz Oberhauser, un hombre considerado muerto. Su padre ayudó a criar a Bond cuando murieron sus progenitores. Como Blofeld, es el cerebro misterioso de SPECTRE.[5]
- Léa Seydoux como la Dra. Madeleine Swann, una psicóloga que trabaja en una clínica médica privada de los Alpes austríacos,[10] hija de Mr. White.[11]
- Ben Whishaw como Q, el oficial de intendencia del MI6 que equipa a Bond con el equipo para su uso en el campo.[12]
- Naomie Harris como Eve Moneypenny, una exagente que abandonó el campo para convertirse en asistente de M.[12]
- Dave Bautista como Mr. Hinx, secuaz de Blofeld, asesino y miembro de alto rango de SPECTRE.[13]
- Andrew Scott como Max Denbigh, un miembro del gobierno británico y Jefe del Centro de Seguridad Nacional,[5] también conocido por su nombre código C.[14]
- Monica Bellucci como Lucia Sciarra, la bella viuda de Marco Sciarra.[15]
- Ralph Fiennes como Gareth Mallory, jefe del MI6 y superior de Bond, mejor conocido por su nombre clave, M.[16]
- Rory Kinnear como Bill Tanner, Jefe de Estado Mayor del MI6.[17]
- Jesper Christensen como Mr. White,[18][19] fugitivo del MI6 y figura de alto nivel de la organización Quantum, exfilial de SPECTRE.
- Alessandro Cremona como Marco Sciarra,[20] un criminal miembro de SPECTRE y marido de Lucia Sciarra.[5]
- Stephanie Sigman como Estrella, una chica que acompaña a Bond durante la celebración del Día de Muertos en México al comienzo de la película.
- Benito Sagredo como Guerra, un miembro de SPECTRE.
- Judi Dench como Olivia Mansfield,[21] la predecesora de Mallory como M. Dench aparece como cameo un mensaje de vídeo grabado antes de la muerte de su personaje en Skyfall y entregado a Bond después con instrucciones para matar a un conocido terrorista.

## Producción

### Estado de los derechos de autor
La propiedad de la organización SPECTRE y sus personajes había estado en el centro de litigios de larga data a partir de 1961 entre Ian Fleming y Kevin McClory sobre los derechos cinematográficos de la novela Operación Trueno. En 1963, Fleming llegó a un acuerdo extrajudicial con McClory, que otorgó a McClory los derechos cinematográficos de Operación Trueno y a su vez le permitió a McClory ser el productor de la película de 1965 Operación Trueno — con Albert R. Broccoli y Harry Saltzman como productores ejecutivos — y la película no-canónica Nunca digas nunca jamás en 1983. Bajo los términos del acuerdo, los derechos literarios quedaron con Fleming.
En noviembre de 2013 MGM y los representantes del patrimonio de McClory llegaron a un acuerdo formal con Danjaq — la empresa matriz de Eon Productions — y MGM adquirió los derechos de autor completos del concepto de SPECTRE y todos sus personajes asociados.

### Preproducción

#### Ciberataque a Sony Pictures Entertainment
En noviembre de 2014, Sony Pictures Entertainment fue atacada por hackers que publicaron detalles de correos electrónicos confidenciales entre los ejecutivos de Sony con respecto a varios proyectos de cine de alto perfil. Incluidos dentro de éstos fueron varias notas relacionadas con la producción de Spectre alegando que la película estaba por encima del presupuesto, detallando los primeros borradores del guion escrito por John Logan y expresando la frustración de Sony con el proyecto. Eon Productions más tarde emitió un comunicado confirmando la fuga de lo que llamaron «una versión temprana del guion».

#### Material de origen
A pesar de ser una historia original, Spectre se basa en el material original de Ian Fleming, sobre todo en el personaje de Franz Oberhauser, interpretado por Christoph Waltz. Oberhauser comparte su nombre con Hannes Oberhauser, un personaje de fondo en el cuento «Octopussy» de la colección Octopussy and The Living Daylights, y de quien es dicho en la película que había sido guardián legal temporal de un joven Bond en 1983. Del mismo modo, Charmian Bond se muestra habiendo sido su tutor a tiempo completo, observando la historia de fondo establecida por Fleming.
Con la adquisición de los derechos de SPECTRE y sus personajes asociados, los guionistas Neal Purvis y Robert Wade revelaron que la película va a proporcionar una retrocontinuidad menor a la continuidad de las películas anteriores, con la organización Quantum aludida en Casino Royale y presentada en Quantum of Solace reinventada como una división dentro de SPECTRE en lugar de una organización independiente.

#### Casting

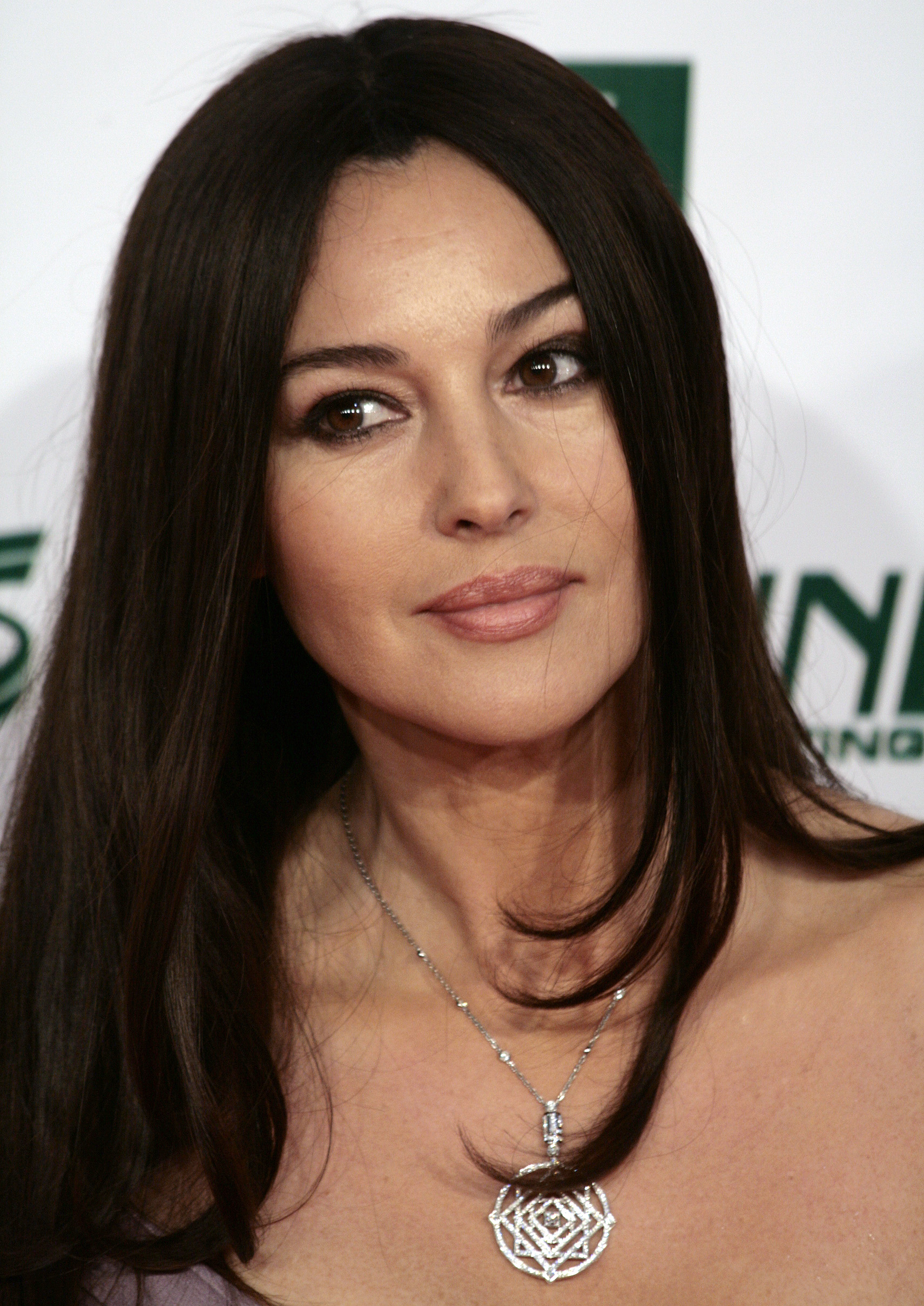
A la edad de 50 años, Monica Bellucci se convirtió en la actriz de mayor edad en interpretar a una «chica Bond».

El elenco principal fue revelado en diciembre de 2014 en el 007 Stage en Pinewood Studios. Daniel Craig regresa para su cuarta aparición como James Bond, mientras que Ralph Fiennes, Naomie Harris y Ben Whishaw repiten sus papeles como M, Eve Moneypenny y Q, respectivamente, después de haber sido establecidos en Skyfall. Rory Kinnear también retomará su papel como Bill Tanner en su tercera aparición en la serie.
Christoph Waltz fue elegido para el papel de Franz Oberhauser, aunque se negó a comentar sobre la naturaleza de la parte. Dave Bautista fue elegido como Mr. Hinx después de que los productores buscaron un actor con experiencia en deportes de contacto. Después de elegir a Bérénice Marlohe, una recién llegada, como Sévérine en Skyfall, Mendes conscientemente buscó a una actriz de más experiencia para el papel de Madeleine Swann, en última instancia, eventualmente eligiendo a Léa Seydoux en el papel. Monica Bellucci se unió al reparto como Lucia Sciarra, convirtiéndose, a la edad de 50 años, en la actriz de mayor edad en interpretar a una «chica Bond». En otra entrevista con el sitio web danés Euroman, Jesper Christensen reveló que se repetirá su papel como Mr. White de Casino Royale y Quantum of Solace. El personaje de Christensen fue asesinado en una escena destinada a ser utilizada como un epílogo de Quantum of Solace antes de que fuera retirada del corte final de la película, lo que permite su regreso en Spectre.
Además del reparto principal, Alessandro Cremona fue elegido como Marco Sciarra, Stephanie Sigman fue elegida como Estrella y Detlef Bothe fue elegido como un villano para escenas rodadas en Austria. En febrero de 2015 más de mil quinientos extras fueron contratados para la secuencia pretítulos ambientada en México, a pesar de que se duplicarán en la película, dando el efecto de alrededor de diez mil extras.

#### Equipo

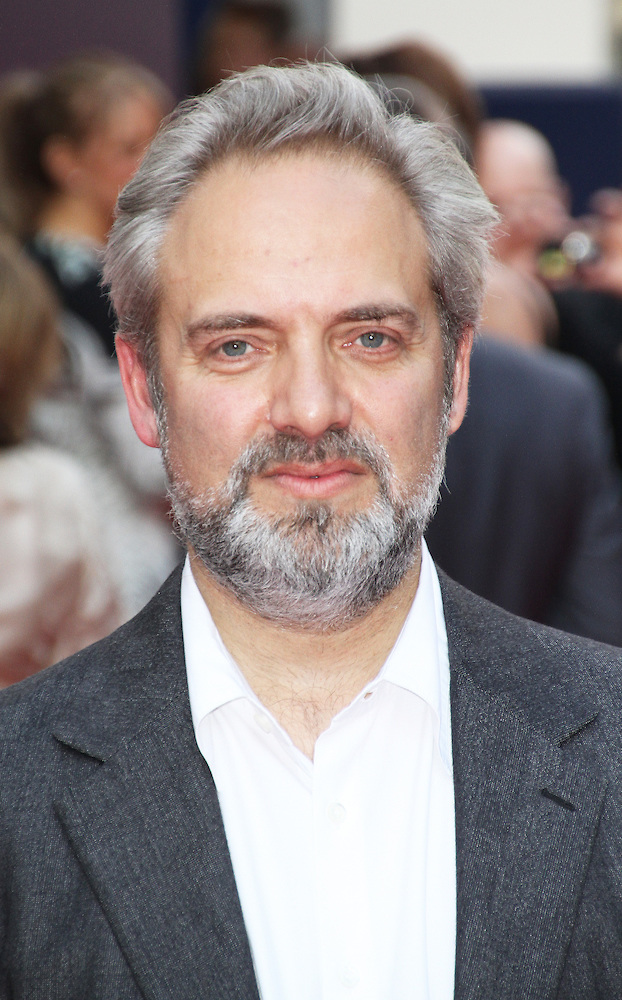
Sam Mendes regresó como director.

En marzo de 2013 Sam Mendes dijo que no volvería a dirigir la próxima película de la serie, entonces conocida como Bond 24; posteriormente se retractó y anunció que regresaría, ya que encontró el guion y los planes para el futuro de la franquicia a largo plazo atractivos. Al dirigir Skyfall y Spectre, Mendes se convirtió en el primer director en supervisar dos películas Bond consecutivas desde que John Glen dirigió The Living Daylights y Licence to Kill en 1987 y 1989. El guionista de Skyfall John Logan reanudó su papel de guionista, colaborando con Neal Purvis y Robert Wade, quienes regresaron para su sexta película Bond. El guionista Jez Butterworth también trabajó en el guion, junto a Mendes y Craig. Dennis Gassner también volverá como diseñador de producción de la película, mientras que el cinematógrafo Hoyte van Hoytema reemplazará a Roger Deakins. En julio de 2015, Mendes señaló que el equipo combinado de Spectre contaba con más de mil personas, por lo que es una producción más grande que Skyfall. Craig es también es listado como coproductor, e incluso tuvo un cameo en otra película que se filmaba al mismo tiempo y en el mismo Estudio Pinewood: "El Despertar de la Fuerza".

### Filmación
El director Sam Mendes reveló que la producción comenzaría el 8 de diciembre de 2014 en Pinewood Studios, con el rodaje tomando siete meses. Mendes también confirmó que varios lugares de filmación, incluyendo Londres, Ciudad de México y Roma. Van Hoytema rodó la película en película Kodak de 35 mm. Filmación temprana tuvo lugar en Pinewood Studios, y alrededor de Londres, con escenas diversas de Craig y Harris en el apartamento de Bond, y Craig y Kinnear viajando por el río Támesis.
El rodaje se inició en Austria en diciembre de 2014, con la producción tomando el área alrededor de Sölden — incluyendo la carretera glaciar Ötztal, el glaciar Rettenbach y la estación de esquí y teleférico adyacentes — Obertilliach y el lago Altaussee antes de concluir en febrero de 2015. Escenas filmadas en Austria se centraron en el restaurante Ice Q, que hacía de lugar de la ficticia Hoffler Klinik, una clínica médica privada en los Alpes austríacos. El rodaje incluye una escena de acción con un Land Rover Defender y un Range Rover Sport. La producción se detuvo temporalmente por primera vez por una lesión en Craig, quien sufrió un esguince en la rodilla mientras grababa una escena de lucha, y más tarde por un accidente de un vehículo de filmación que vio a tres miembros del equipo resultando heridos, al menos uno de ellos de gravedad.
El rodaje de regresar temporalmente a Inglaterra para rodar escenas en el Palacio de Blenheim, en Oxfordshire, que se situó en un lugar en Roma, antes de pasar a la propia ciudad para una sesión de cinco semanas en toda la ciudad, con lugares como el puente de Ponte Sisto y el Foro Romano. La producción se enfrentó a la oposición de una variedad de grupos de intereses especiales y autoridades de la ciudad que estaban preocupados por la posibilidad de daños a los sitios históricos de la ciudad y los problemas con el grafiti y la basura que aparece en la película. Una escena de persecución de coches establecida a lo largo de las orillas del río Tíber y por las calles de Roma contará con un Aston Martin DB10 y un Jaguar C-X75. El C-X75 se desarrolló originalmente como un vehículo híbrido eléctrico con cuatro motores que funcionan con baterías independientes antes de que el proyecto fue cancelado, pero la versión utilizada para la filmación fue convertida para utilizar un motor de combustión interna convencional para reducir al mínimo el potencial de interrupción por problemas mecánicos con el complejo sistema híbrido. Los C-X75 utilizados para la filmación fueron desarrollados por la división de ingeniería del equipo de carreras de Fórmula 1 Williams, quien construyó el prototipo original C-X75 de Jaguar.

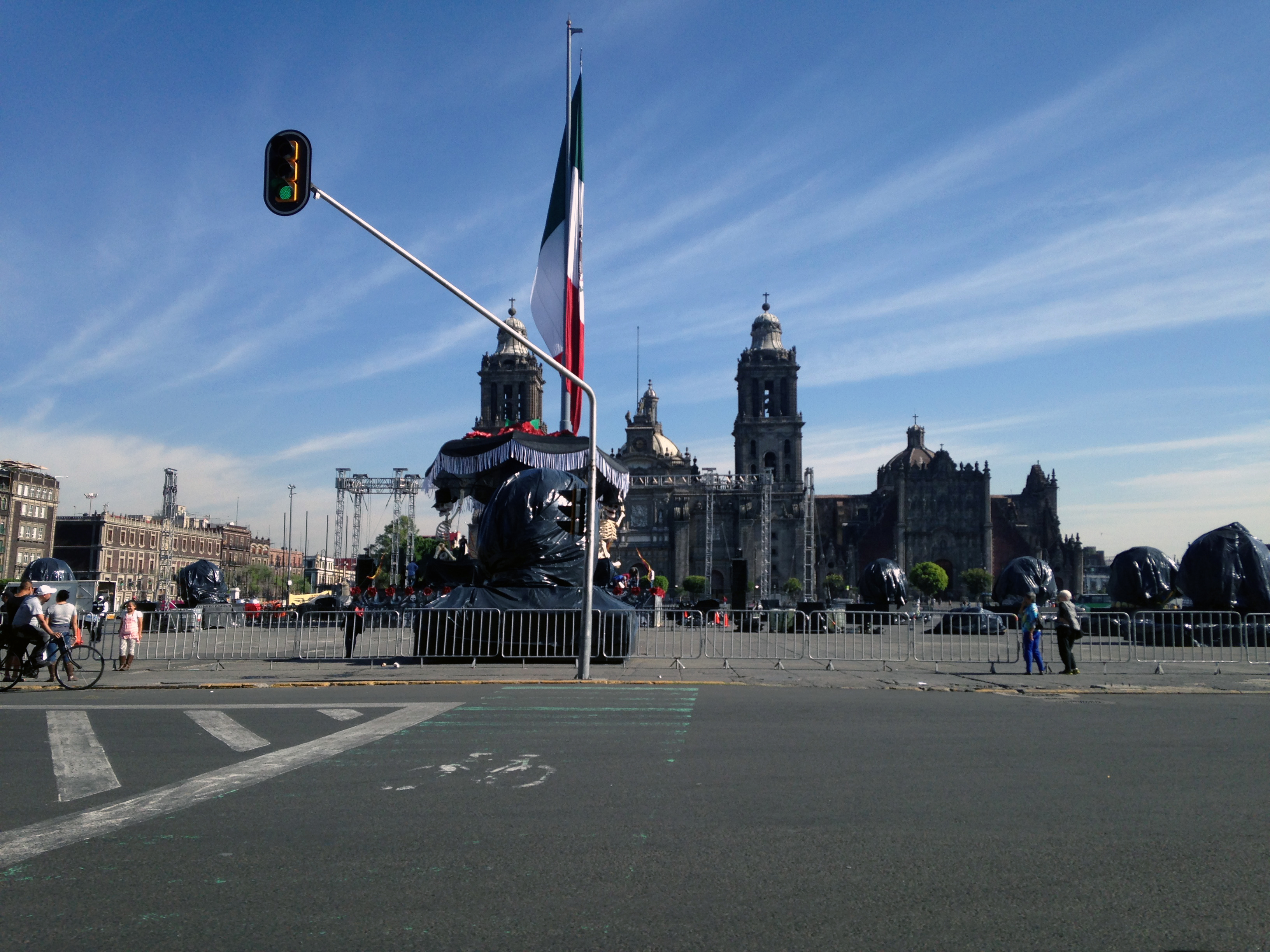
El rodaje cerró la plaza central de la Ciudad de México, el Zócalo, en marzo de 2015.

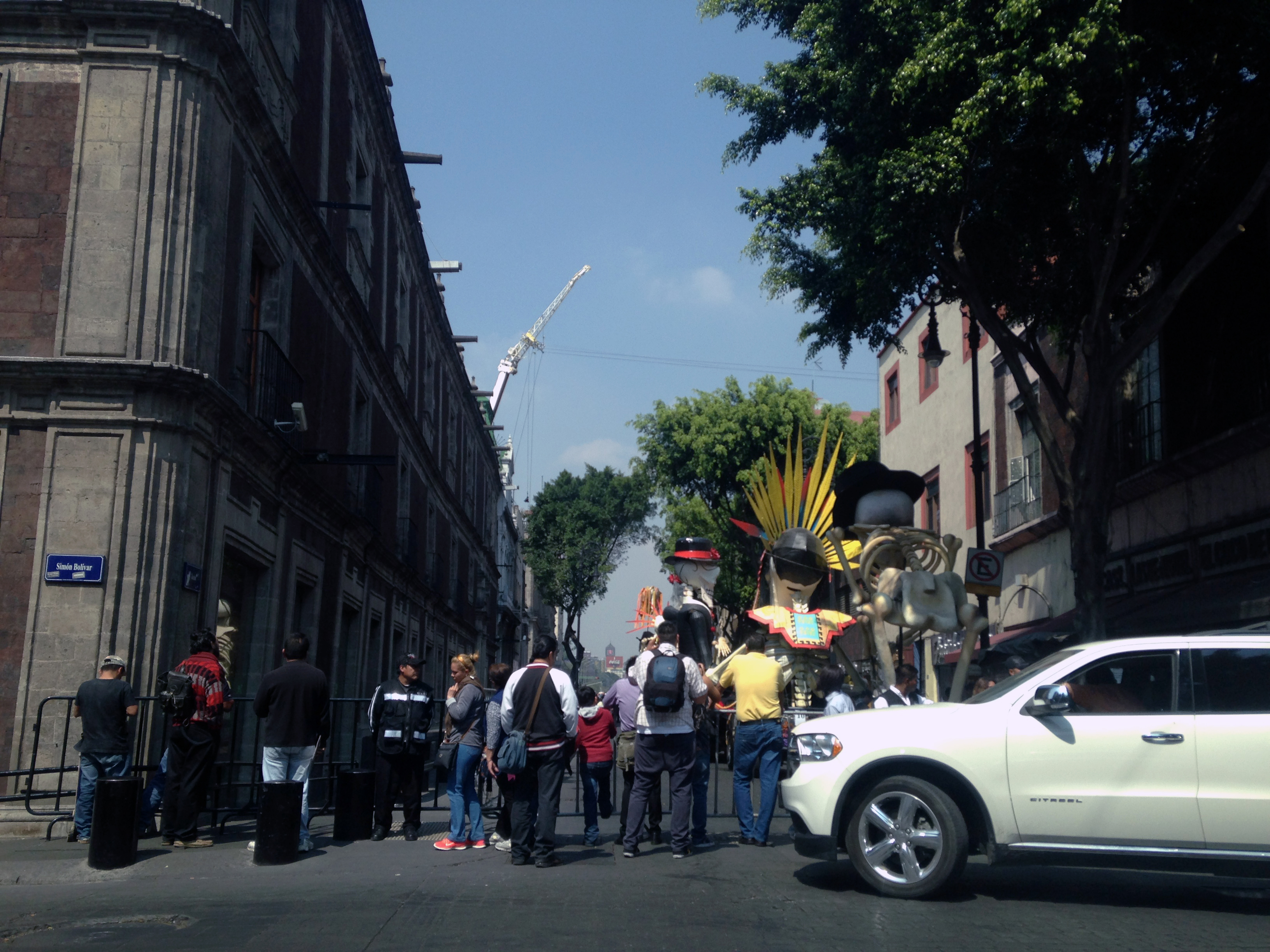
Filmación de las escenas de la Ciudad de México, en torno a un desfile del Día de Muertos.

Con la filmación terminada en Roma, la producción se trasladó a la Ciudad de México a finales de marzo para filmar la secuencia inicial de la película, con escenas incluyendo el festival de Día de Muertos filmada en y alrededor del Zócalo y el distrito del Centro Histórico. Las escenas planificadas requirieron que se cierre la plaza de la ciudad para el rodaje de una secuencia que implicó una pelea a bordo de un Messerschmitt-Bölkow-Blohm Bo 150 volado por el piloto de acrobacias Chuck Aaron, que pidió modificaciones que debían introducirse en varios edificios para prevenir daños. Esta escena en particular en México requirió 1 500 extras, 10 esqueletos gigantes y 250 000 flores de papel. Informes en los medios de comunicación mexicanos añadieron que la segunda unidad de la película se trasladaría a Palenque en el estado de Chiapas para filmar maniobras aéreas consideradas demasiado peligrosas para rodar en una zona urbana.
Después de filmar en México, y durante un descanso programado, Craig fue trasladado en avión a Nueva York para someterse a una cirugía menor para arreglar su lesión de rodilla. Se informó de que el rodaje no se vio afectada y se había vuelto a rodar en los estudios Pinewood como estaba previsto, el 22 de abril.
Una breve sesión de rodaje en el Ayuntamiento de Londres fue filmada el 18 de abril, mientras que Mendes estaba en el lugar. El 17 de mayo la filmación tuvo lugar en el Támesis en Londres. Escenas involucrando a Craig y Seydoux en una lancha rápida, así como un helicóptero volando bajo cerca del puente de Westminster fueron filmadas de noche, con la filmación cerrando de forma temporal tanto el puente de Westminster y como el puente de Lambeth. Escenas también fueron filmadas en el río cerca de la sede del MI6 en Vauxhall Cross. El equipo regresó al río menos de una semana después para filmar escenas exclusivamente establecidas en el puente de Westminster. La brigada de bomberos de Londres estaba en el set para simular lluvia, así como para monitorear el humo utilizado para la filmación. Craig, Seydoux y Waltz, así como Harris y Fiennes fueron observados siendo filmados. Antes de esto, escenas que involucran a Fiennes se rodaron en un restaurante en Covent Garden. El rodaje a continuación tuvo lugar en Trafalgar Square. A principios de junio, el equipo, así como Craig, Seydoux, y Waltz regresó al Támesis por última vez para continuar el rodaje de escenas rodadas previamente en el río.
Después de terminar en Inglaterra, la producción viajó a Marruecos en junio, con el rodaje teniendo lugar en Uchda, Tánger y Erfoud después de que el trabajo preliminar se completó con la segunda unidad de la producción.
Con la fotografía principal concluida el 5 de julio, se celebró una fiesta de despedida para Spectre en conmemoración antes de entrar en la posproducción. El rodaje requirió 128 días.

#### Controversia sobre beneficios de tributación
Mientras se realizaba el rodaje en Ciudad de México, la especulación en los medios de comunicación afirmó que el guion había sido alterado para dar cabida a las demandas de las autoridades mexicanas — según los informes influyendo en los detalles de la escena y los personajes, opciones de selección de reparto y modificando el guion con el fin de representar al país en una «luz positiva» — con el fin de asegurar concesiones fiscales y apoyo financiero por valor de hasta $20 millones para la película. Esto fue negado por el productor Michael G. Wilson, quien afirmó que siempre se había tenido la intención de filmar la escena en México ya que la producción había sido atraída por las imágenes del Día de Muertos, y que el guion había sido desarrollado a partir de ahí. La producción de Skyfall habían enfrentado anteriormente problemas similares al intentar obtener los permisos para rodar la secuencia pretítulos de la película en la India antes de trasladarse a Estambul.

### Música
Thomas Newman regresó como compositor de Spectre, tras haber compuesto la música también para Mendes en Skyfall. En lugar de componer la música una vez que la película había pasado a posproducción, Newman trabajó durante el rodaje. El tráiler lanzado en julio de 2015 contiene una interpretación del tema de John Barry para On Her Majesty's Secret Service. Mendes reveló que la película final tendría más de cien minutos de música.
En septiembre de 2015 se anunció que Sam Smith y su colaborador habitual Jimmy Napes habían escrito el tema principal de la película, «Writing's on the Wall», con Smith interpretándolo para la película. La canción fue lanzada más tarde ese mismo mes, recibiendo críticas mixtas de los críticos y aficionados, sobre todo en comparación con el tema «Skyfall» de Adele. Adicionalmente, se convirtió en el primer «tema Bond» en alcanzar el número uno en el UK Singles Chart. La banda británica Radiohead había sido contactada anteriormente para realizar el tema principal de la película, motivo por el que compusieron «Spectre», pero este no fue finalmente usado.

## Lanzamiento
Spectre tuvo su estreno mundial en Londres el 26 de octubre de 2015, el mismo día de su lanzamiento general en el Reino Unido y la República de Irlanda. Estuvo prevista para estrenarse en todo el mundo el 6 de noviembre de 2015. Tras el anuncio del inicio de la filmación, Paramount Pictures adelantó el lanzamiento de Misión: Imposible - Nación Secreta para evitar competir con Spectre. En marzo de 2015, IMAX anunció que Spectre se proyectará en sus salas de cine, tras el éxito de Skyfall con la empresa. En el Reino Unido se espera a recibir un lanzamiento más amplio que Skyfall, siendo estrenada a través de un mínimo de 647 salas de cine, incluidas 40 pantallas IMAX, en comparación con las 587 salas de cine y 21 pantallas IMAX de Skyfall.

### Marketing

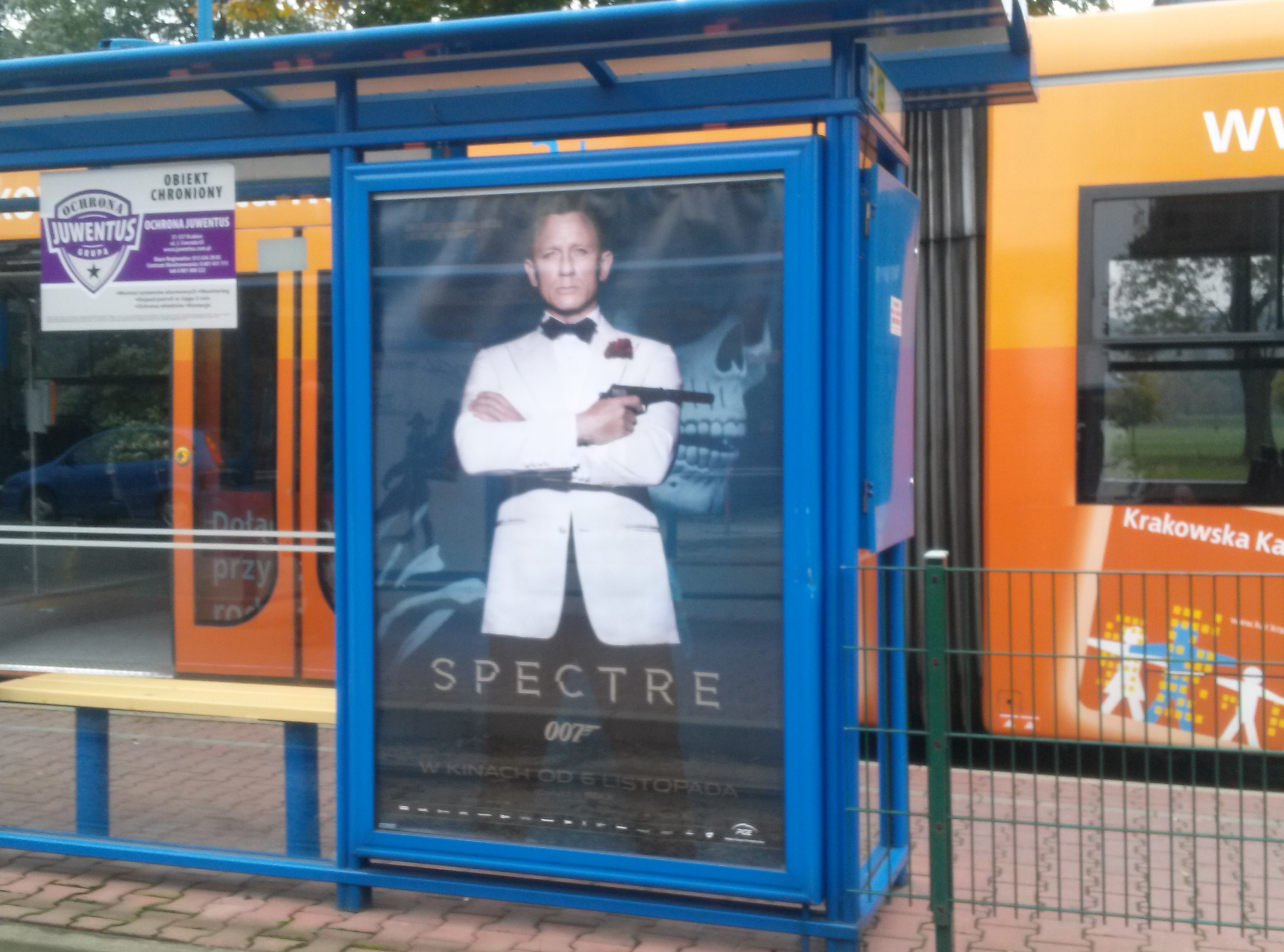
Póster publicitario de Spectre

En diciembre de 2014, en Pinewood Studios durante el lanzamiento de Spectre, Aston Martin y Eon presentaron el nuevo DB10 como el coche oficial de Bond para la película. El DB10 fue diseñado en colaboración entre Aston Martin y los cineastas, con sólo diez siendo producidos especialmente para la película como una celebración del cincuentenario de la asociación de la empresa con la franquicia.
Para promocionar la película, la producción continuó la tendencia establecida durante la producción de Skyfall de liberar imágenes de claquetas y video blogs en la cuentas de medios sociales oficiales de Eon.
El 13 de marzo de 2015 varios miembros del reparto y el equipo, incluyendo Craig, Whishaw, Wilson y Mendes, así como el anterior actor de James Bond Roger Moore aparecieron en un sketch escrito por David Walliams y los hermanos Dawson para Red Nose Day de Comic Relief en BBC One en la que filman un falso documental detrás de las escenas de la filmación de Spectre.
El primer teaser tráiler de Spectre fue lanzado mundialmente en marzo de 2015, seguido por el tráiler en julio y el tráiler final en octubre.

## Premios y nominaciones
| Premio                 | Categoría                                        | Beneficiario                                                                   | Resultado |
| ---------------------- | ------------------------------------------------ | ------------------------------------------------------------------------------ | --------- |
| Premios Óscar          | Mejor canción original                           | "Writing's on the Wall" (Sam Smith y Jimmy Napes)                              | Ganador   |
| Globos de Oro          | Mejor canción original                           | "Writing's on the Wall" (Sam Smith y Jimmy Napes)                              | Ganador   |
| Satellite Awards       | Mejor Fotografía                                 | Hoyte van Hoytema                                                              | Nominado  |
| Satellite Awards       | Mejor Música Original                            | Thomas Newman                                                                  | Nominado  |
| Satellite Awards       | Mejor canción original                           | "Writing's on the Wall" (Sam Smith y Jimmy Napes)                              | Nominado  |
| Satellite Awards       | Mejores efectos especiales                       | Steve Begg & Chris Corbould                                                    | Nominado  |
| Satellite Awards       | Mejor Dirección de Arte y Diseño de Producción   | Dennis Gassner                                                                 | Nominado  |
| Satellite Awards       | Mejor montaje                                    | Lee Smith                                                                      | Nominado  |
| Satellite Awards       | Mejor Sonido: edición y maquetización            | Per Hallberg, Karen Baker Landers, Scott Millan, Gregg Rudloff & Stuart Wilson | Nominado  |
| Guinness World Records | Explosión más grande jamás vista en una película | Chris Corbould                                                                 | Ganador   |